# D (CPM/R)
D – polecenie rezydentne, zawarte w systemie operacyjnym CPM/R w postaci dodatkowego programu rezydentnego, będące menedżerem plików.
System CPM/R, jako system zgodny i wzorowany na systemie CP/M w wersji 2.2, został wyposażony we wszystkie polecenia swego pierwowzoru, z zachowaniem składni dyrektyw wywołujących dane polecenie. W systemie komputerowym Bosman 8, dla którego przeznaczony jest system CPM/R, moduł CCP zawierający interpreter poleceń i polecenia rezydnetne, zapisany został w pamięci stałej EPROM. Moduł ten ładowany jest w tych systemach automatycznie po włączeniu komputera, a zawarte w nim polecenia dostępne są po zgłoszeniu się systemu znakiem zachęty, bez konieczności wczytywania z dyskietki programów zewnętrznych, odpowiedzialnych za realizację takiej dyrektywy. Istotnym rozszerzeniem tego modułu w systemie CPM/R jest program D, łączący możliwości wielu poleceń, zachowanych dla zgodności z pierwowzorem, oraz znacznie je rozszerzający, a także ułatwiający pracę użytkownikowi komputera. Program ten jest realizacją prostego menedżera plików, pracującego w konsoli tekstowej.
Program ten, w porównaniu do poleceń systemowych:
- ułatwia pracę z plikami i dyskietkami,
- umożliwia wykorzystanie specyficznych cech sprzętu, tzn. terminali AN-2001 i ANG-3001, przeznaczonych do współpracy z komputerem Bosman 8.

Zasadniczym elementem interfejsu tekstowego programu jest lista plików wyświetlana na ekranie komputera. Praca z plikami polega na zaznaczaniu plików, dla których ma być wykonane określone polecenie. Zwalnia to użytkownika z konieczności wypisywania nazw plików.
Organizacja ekranu w programie D jest następująca:
- linie od 1 do 21 są przeznaczone do wyświetlania nazw plików,
- linie od 22 do 24 są przeznaczone do konwersacji z użytkownikiem, przy czym w linii 22 wypisane są na bieżąco informacje o aktywnej dyskietce.

Polecenia w programie D są wprowadzane w skróconej formie:
- w postaci pojedynczej litery, potwierdzonej klawiszem Enter
- w postaci skrótu klawiaturowego, Ctrl-X.

Ewentualne, dodatkowe parametry wprowadza się po wyświetleniu odpowiedniego komunikatu. Komunikaty, podobnie jak w konsoli systemu, wyświetlane są w języku polskim. Do dyspozycji pozostaje szereg poleceń i skrótów klawiaturowych ułatwiających redagowanie wydawanych poleceń i parametrów.